# Gyōda
Gyōda (jap. 行田市 Gyōda-shi) – miasto w Japonii, na wyspie Honsiu, w prefekturze Saitama. Ma powierzchnię 67,49 km². W 2020 r. mieszkało w nim 78 671 osób, w 31 776 gospodarstwach domowych  (w 2010 r. 85 801 osób, w 30 613 gospodarstwach domowych).
Miasto to otrzymało prawa miejskie 3 maja 1949 r.